# 단위 벡터 모형
통계역학에서, 단위 벡터 모형(單位vector模形, 영어: unit-vector model) 또는 직교군 모형(直交群模形, 영어: O(n)-model) 또는 크라트키-포로트 모형(영어: Kratky–Porod model)은 강자성 또는 중합체의 모형이다. 이 경우, 서로 이웃한 스핀(또는 단량체) 사이의 각이 {\displaystyle \theta }라면, {\displaystyle \cos \theta }에 비례하는 퍼텐셜이 존재한다. 이는 자석의 경우 이웃하는 스핀 사이의 상호 작용을 나타내며, 중합체의 경우 중합체가 뻣뻣한 정도를 나타낸다.

## 정의
유한 그래프 {\displaystyle \Gamma }가 주어졌다고 하자.
그렇다면, 다음과 같은 해밀토니언을 생각할 수 있다.
{\displaystyle H(\beta ,\mathbf {h} )=\beta \sum _{ij\in {\mathtt {E}}(\Gamma )}\mathbf {s} _{i}\cdot \mathbf {s} _{j}+\mathbf {h} \cdot \sum _{i\in {\mathtt {V}}(\Gamma )}\mathbf {s} _{i}}
여기서 각 {\displaystyle \mathbf {s} _{i}\in \mathbb {S} ^{n-1}}는 {\displaystyle n}차원 단위 벡터이다.
이에 대한 분배 함수
{\displaystyle Z_{\Gamma }(\beta ,\mathbf {h} )=\int _{(\mathbb {S} ^{n-1})^{{\mathtt {V}}(\Gamma )}}\mathrm {d} s\,\exp \left(\beta \sum _{ij\in {\mathtt {E}}(\Gamma )}\mathbf {s} _{i}\cdot \mathbf {s} _{j}+\mathbf {h} \cdot \sum _{i\in {\mathtt {V}}(\Gamma )}\mathbf {s} _{i}\right)}
를 {\displaystyle n}차원 단위 벡터 모형이라고 한다.

## 물리학적 해석
단위 벡터 모형은 강자성 또는 반강자성의 고전적 모형으로 해석될 수 있다. 이 경우, {\displaystyle h}는 외부 자기장을 나타낸다.
단위 벡터 모형은 또한 중합체의 모형으로 해석될 수 있다. 여기서 {\displaystyle \Gamma }는 중합체의 모양이며, {\displaystyle \mathbf {s} _{i}\cdot \mathbf {s} _{j}} 항은 중합체가 굽는 것에 대한 저항을 나타낸다. 이러한 모형을 크라트키-포로트 모형(영어: Kratky–Porod model)이라고 한다. 즉, 중합체를 접으려면 에너지가 필요하다. 이 경우 {\displaystyle \mathbf {h} \cdot \mathbf {s} _{i}} 항은 외부 중력장으로 해석할 수 있다.

## 성질
{\displaystyle \Gamma }가 길이 {\displaystyle N+1}의 경로 그래프이며, {\displaystyle h=0}이라고 하자. 이 경우, 분배 함수는 다음과 같은 꼴이 된다.
{\displaystyle Z_{N}=Z_{1}^{N}}
{\displaystyle Z_{1}=\operatorname {vol} (\mathbb {S} ^{n-2})\int _{0}^{\pi }(\sin \theta )^{n-2}\mathrm {d} \theta \exp(-\beta \cos \theta )}
변수를
{\displaystyle t=-\cos \theta }
{\displaystyle \mathrm {d} t=\sin \theta \,\mathrm {d} \theta }
로 적으면
{\displaystyle Z_{1}=\operatorname {vol} (\mathbb {S} ^{n-2})\int _{-1}^{1}\mathrm {d} t\,(1-t^{2})^{(n-3)/2}\exp(\beta t)}
가 된다. 특히, {\displaystyle n=3}일 때 이는 단순히
{\displaystyle Z_{1}=\operatorname {vol} (\mathbb {S} ^{n-2})\int _{-1}^{1}\mathrm {d} t\,\exp(\beta t)=4\pi {\frac {\sinh \beta }{\beta }}}
이다.

### 특수한 경우
1차원 단위 벡터 모형은 이징 모형과 같다. 3차원 단위 벡터 모형은 보통 고전 하이젠베르크 모형(영어: classical Heisenberg model)이라고 하는데, 이는 이 모형이 SU(2) 하이젠베르크 스핀 사슬의 고전적 극한이기 때문이다.

### 연속 극한
연속 극한에서, 이 모형은 다음과 같은 꼴의 해밀토니언으로 나타내어진다.
{\displaystyle H=\int (\beta ({\ddot {x}}(t))^{2}+h\cdot {\dot {x}}(t))\,\mathrm {d} t}
여기서, 전체 길이
{\displaystyle L=\int {\sqrt {{\dot {x}}(t)^{2}}}\,\mathrm {d} t}
가 고정되게 된다.

## 참고 문헌
1. ↑  Kratky, Otto; Porod, Günther (1949). “Röntgenuntersuchung gelöster Fadenmoleküle”. 《Rec. Trav. Chim. Pays-Bas》 (독일어) 68: 1106–1123.